# Novembrska vstaja
Novembrska vstaja (tudi Kadetska revolucija ali poljsko-ruska vojna 1830-1831 ) se je začela 29. novembra 1830 v Varšavi, ko so se uprli poljski podčastniki na tamkajšnji vojaški akademiji, nakar so se jim pridružili še drugi Poljaki. 
Vstajniki so uspeli vzpostaviti Kraljevino Poljsko, ki pa je s propadom vstaje prenehala obstajati že naslednje leto.